# Stubbfläta
Stubbfläta (Hypnum pallescens) är en bladmossart som beskrevs av Palisot de Beauvois 1805. Stubbfläta ingår i släktet flätmossor, och familjen Hypnaceae. Arten är reproducerande i Sverige. Inga underarter finns listade i Catalogue of Life.

## Bildgalleri

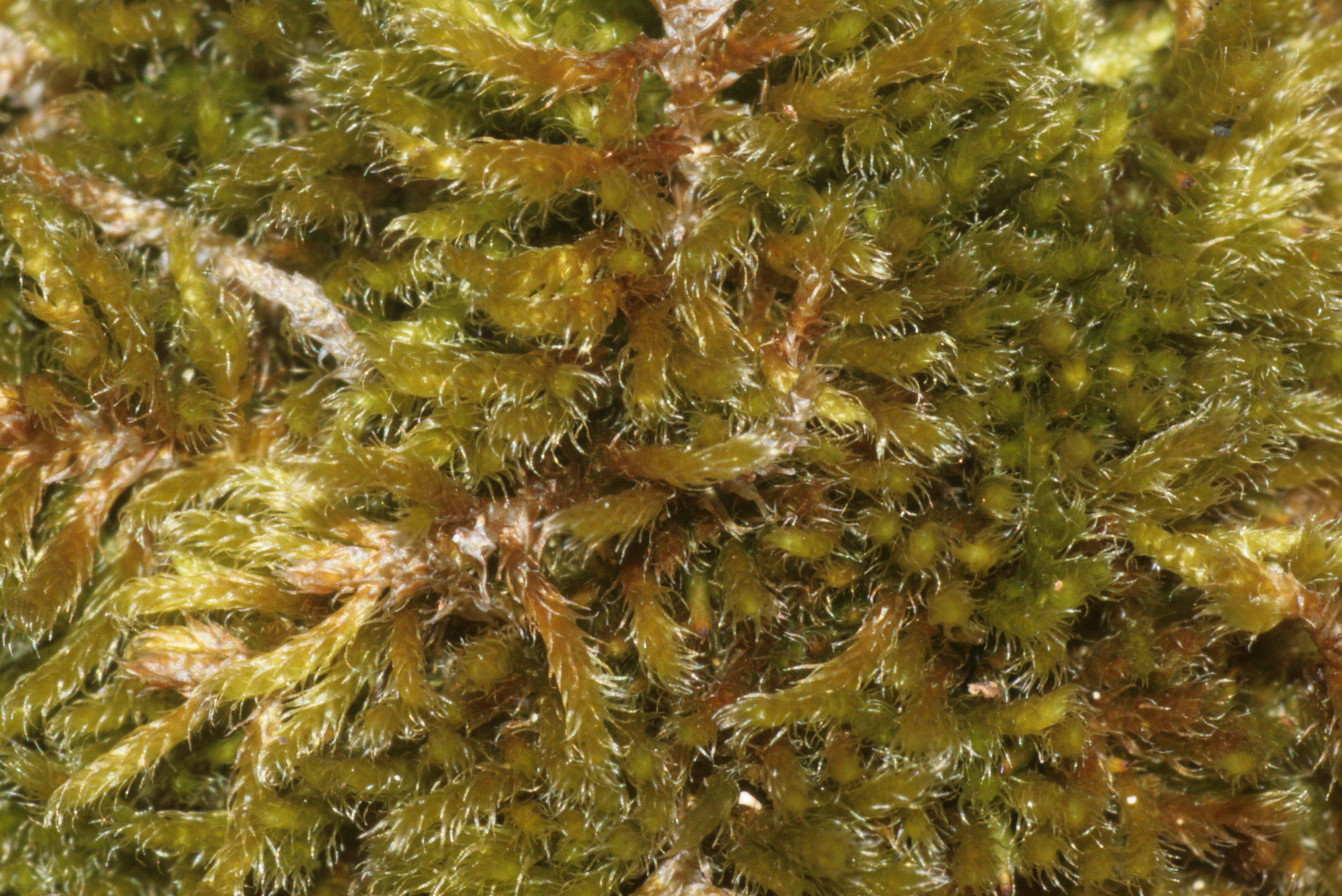
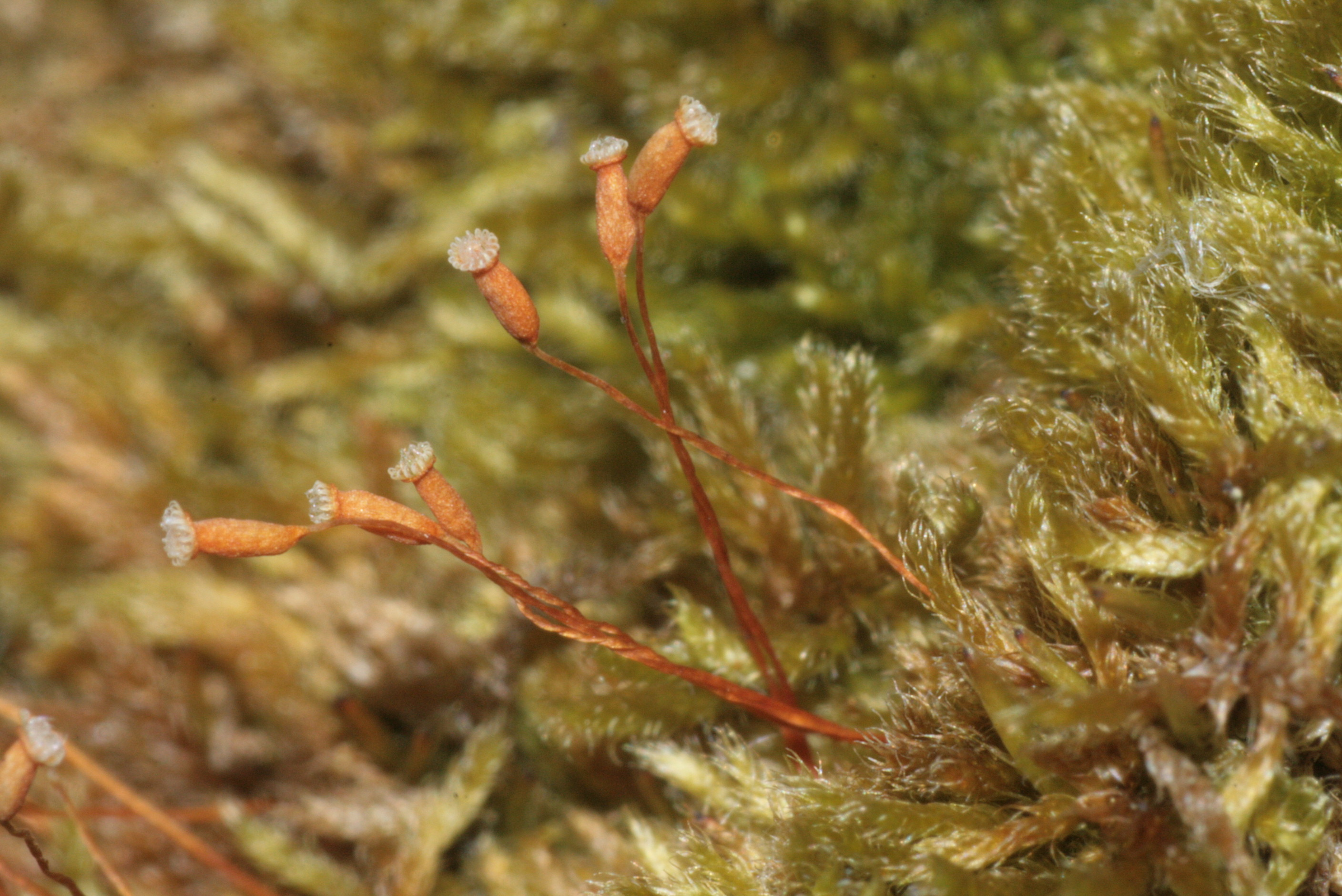
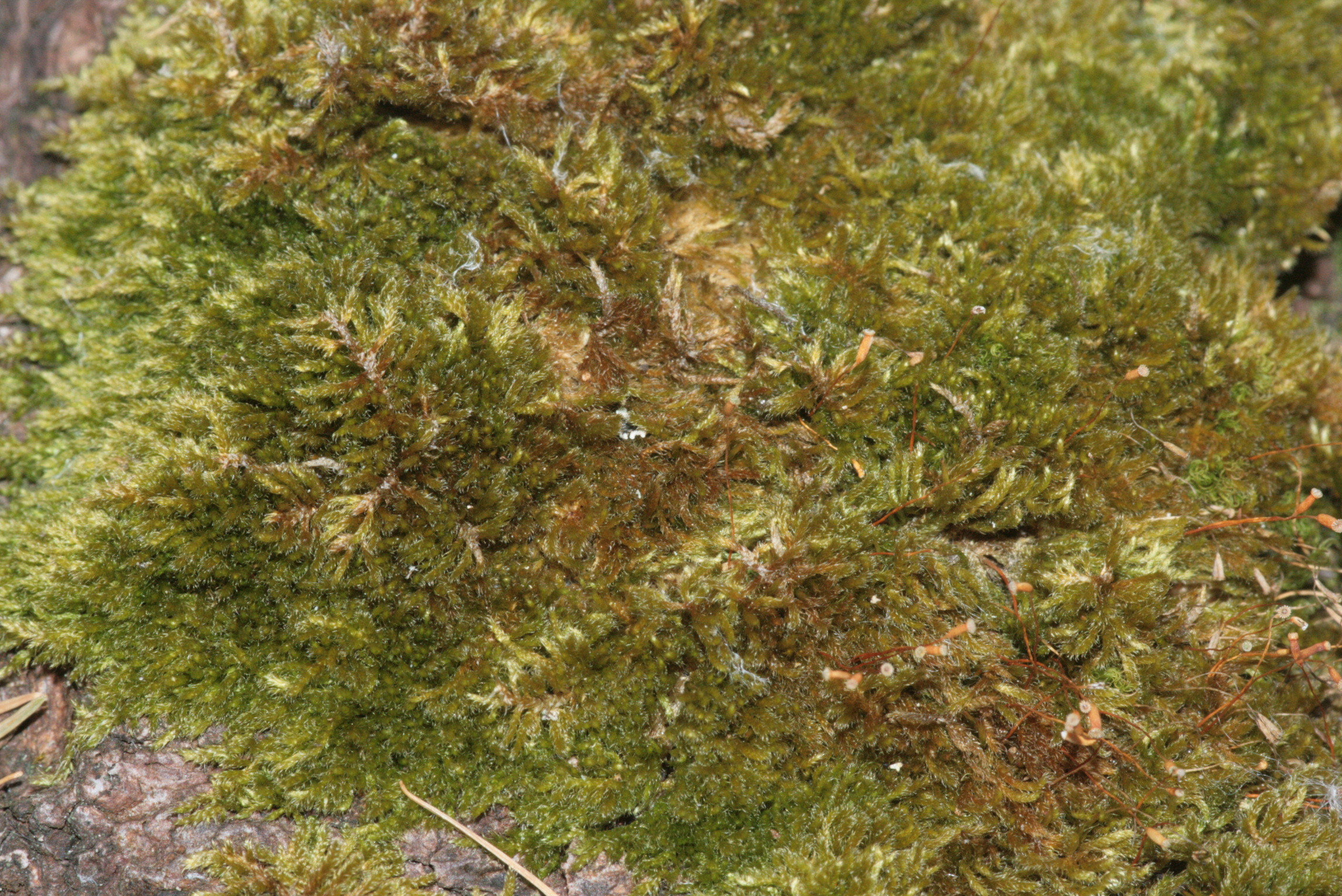
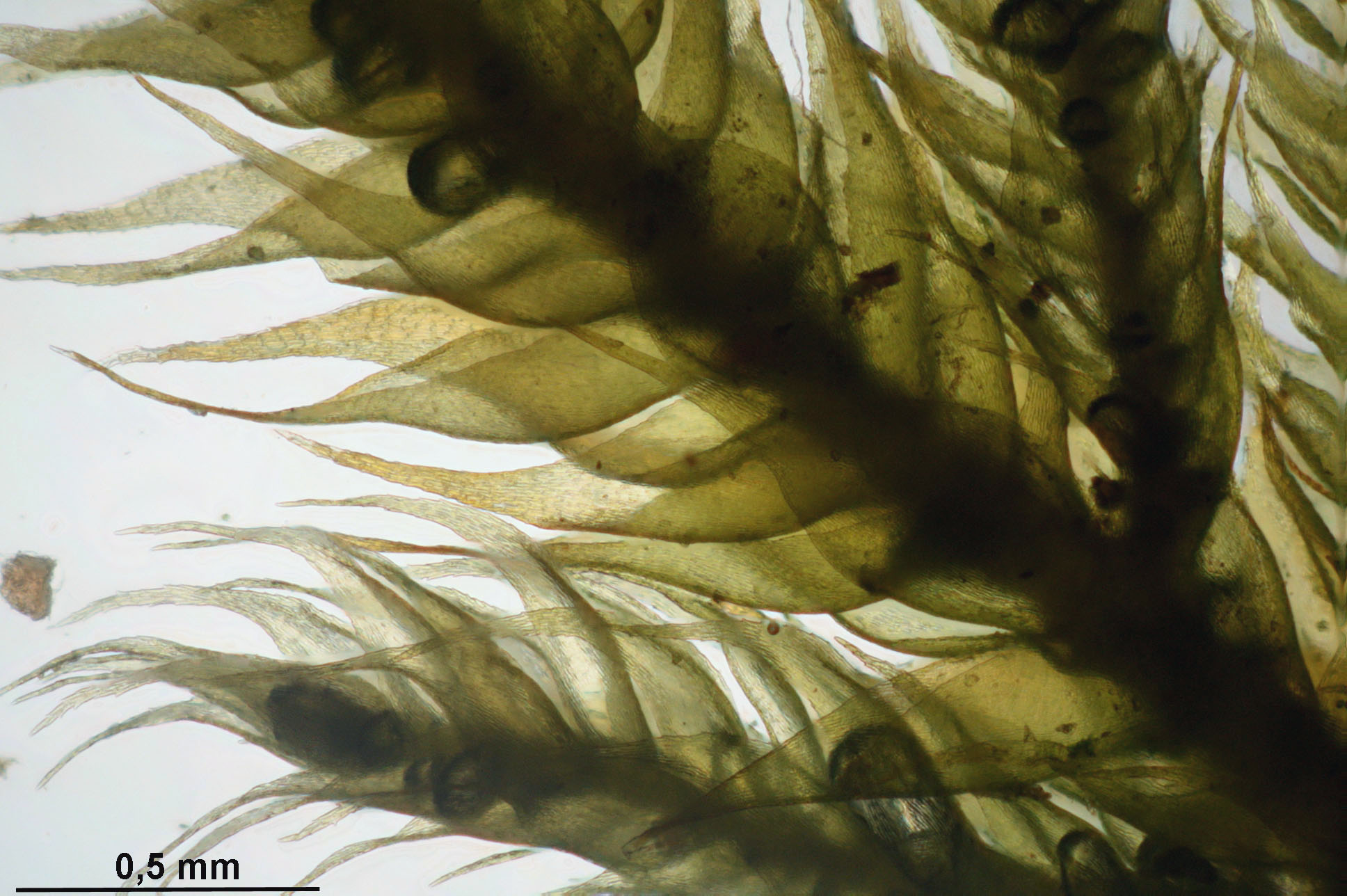
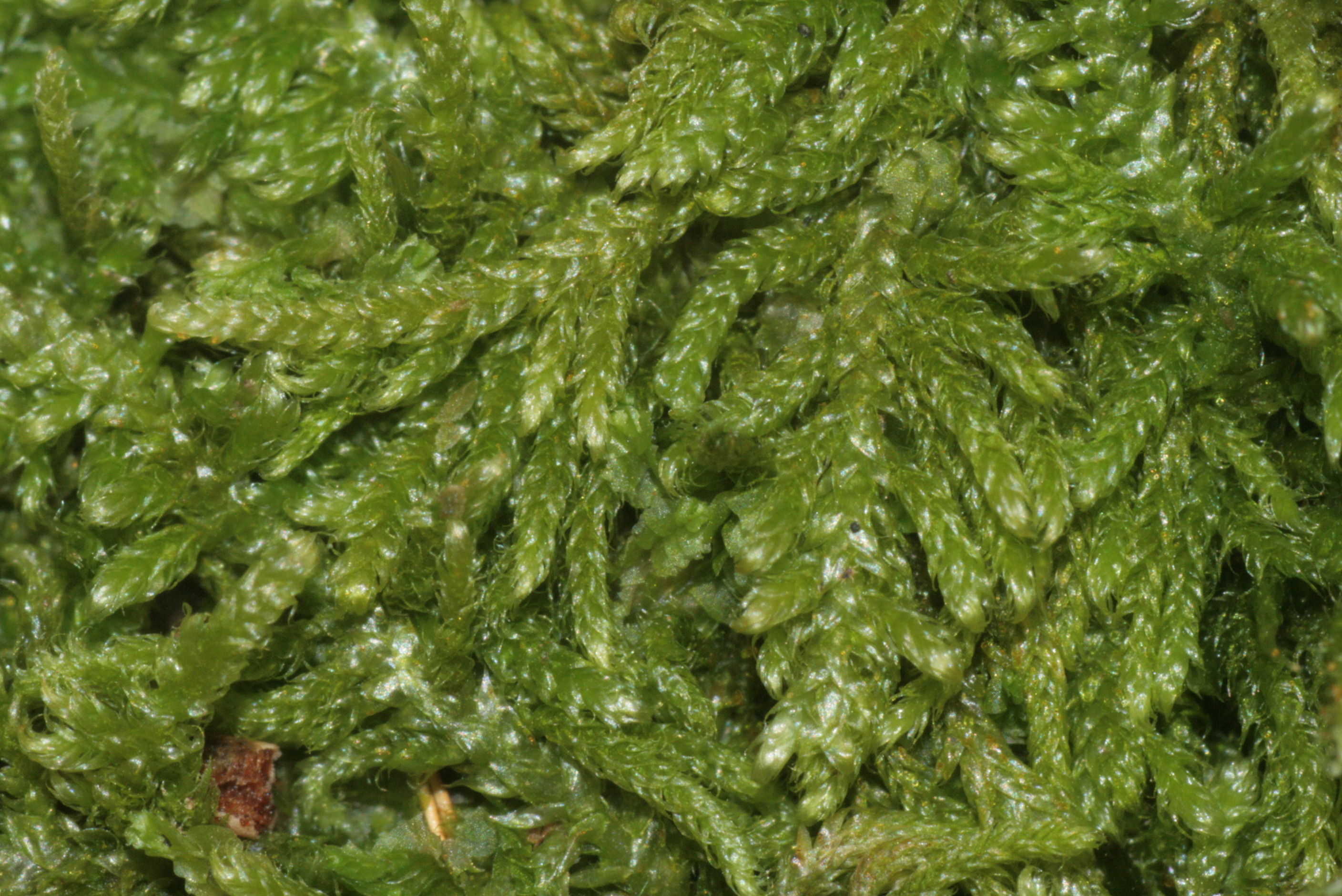
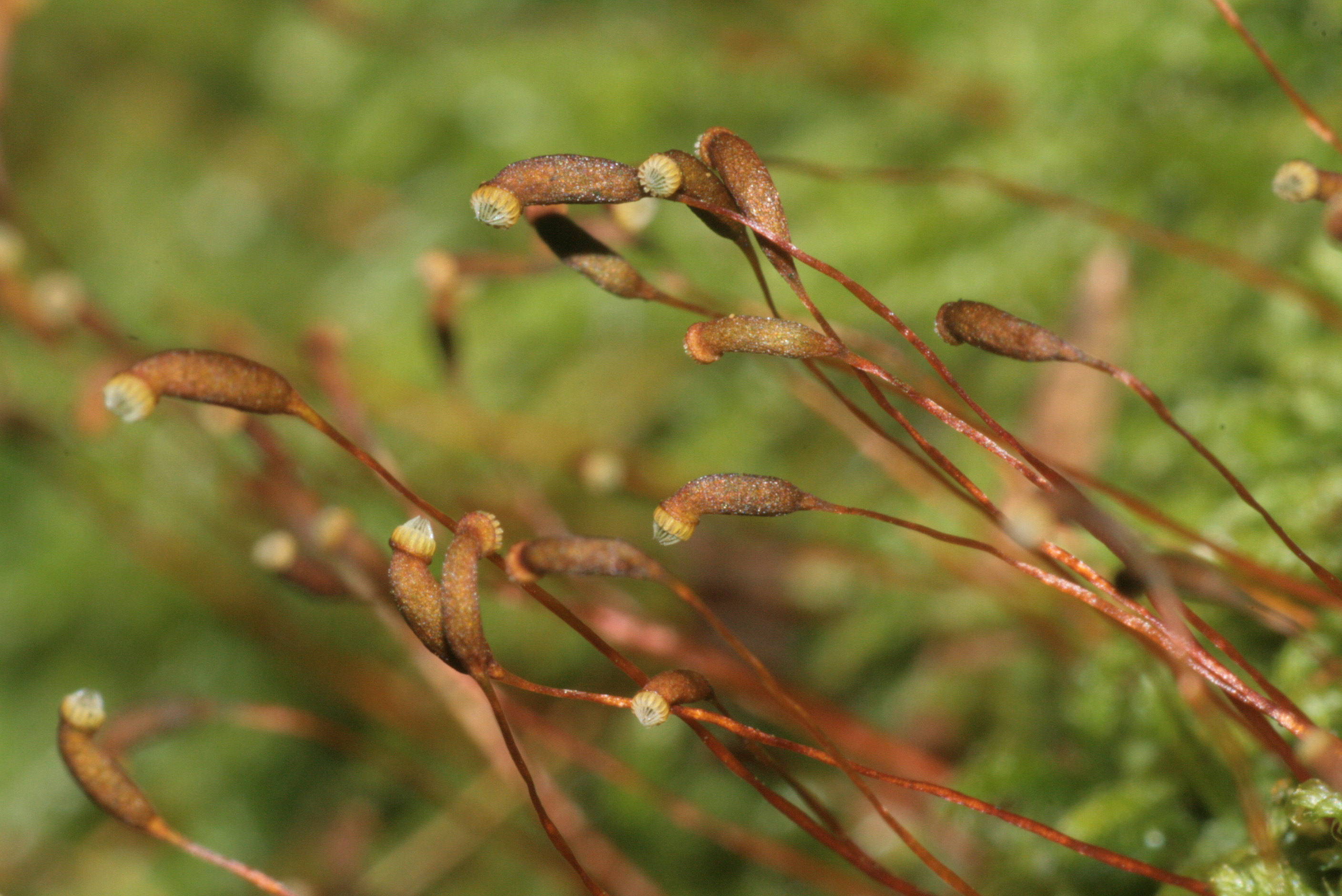